# Famille Lépine
Pour les articles homonymes, voir Lépine et L'Épine.
La famille Lépine, originaire d'Abbeville en Picardie, s'installe dans le sud-ouest de la France au début du XVIIIe siècle. Elle compte plusieurs organiers dont le plus célèbre est le fils aîné, Jean-François.
Tous doivent énormément à Dom Bédos de Celles, surtout Jean-François, dont il fut le mentor. Bien qu'ils signent leur nom : L'Épine, l'usage a établi l'orthographe courante : Lépine.

## François Picard de Lespine

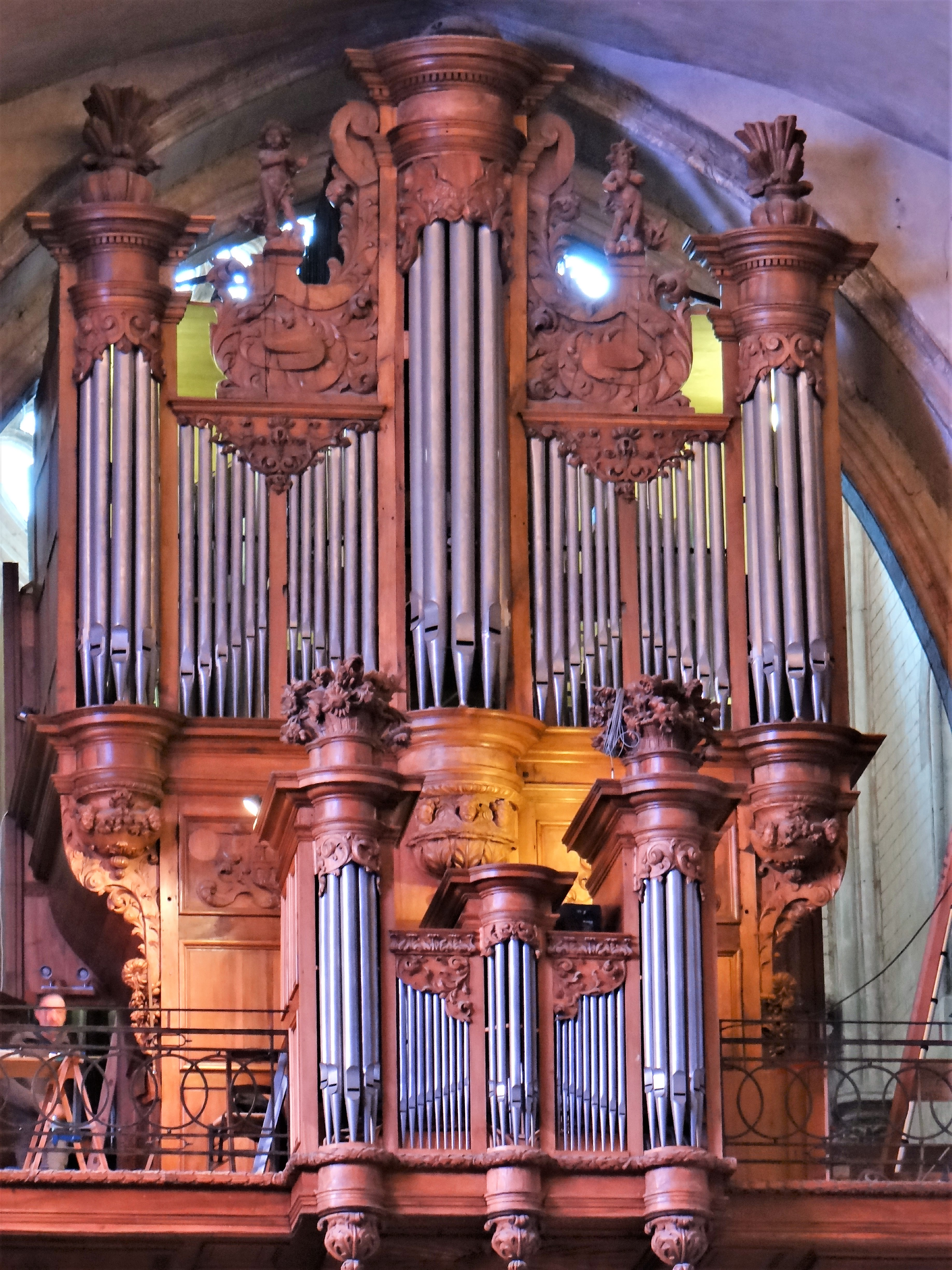
Cahors-cathédrale Saint-Étienne-1727

François Picard de Lespine est né à Abbeville 12 octobre 1681.
Avec son frère Adrian il apprend la facture d'orgues en Hollande, lors de l'exil de sa famille, de confession protestante, après la Révocation de l'édit de Nantes. Après leur apprentissage et au bout de quelques années, face au manque de travail, les deux frères abjurent au profit du catholicisme pour pouvoir rentrer en France et gagner le sud-ouest où ils s'installent d'abord à Bordeaux dont ils restaurent en 1711 l'orgue de la cathédrale Saint-André ; en 1712 ils construisent l'orgue de l'abbaye de Saint-Sever, et en 1724, restaurent celui de Saint-Jean-Baptiste à Saint-Jean-de-Luz.
Les deux frères se séparent vers 1727, date à laquelle François se fixe à Toulouse où il se voit confier la construction de l'orgue des Cordeliers à l'origine d'un long procès (jusqu'en 1747) qui faillit ruiner sa réputation sans l'intervention de Dom Bédos de Celles mais le ruina financièrement. Néanmoins François restaure en 1728 l'orgue de la cathédrale Notre-Dame de Rodez et épouse le 8 avril 1730, à Toulouse en l'église Saint-Sernin, Jeanne Bonnet dont il aura trois enfants :
- Marie Picard de Lépine (née le 30 avril 1731-1768) qui épouse Hyacinthe Azaïs (1741-1795), compositeur et professeur de musique à l'abbaye de Sorèze de 1766 à 1783; ils sont les parents du philosophe Pierre Hyacinthe Azaïs (1746-1845);
- Jean-François qui suit;
- et  Adrien dont le parrain sera son oncle Adrian qui, en 1735, avait regagné Abbeville après avoir restauré l'orgue de Saint-Michel de Bordeaux en 1732.
Dès 1750 François ne travaille plus lui-même mais sert de caution à son fils Jean-François non encore majeur légalement (pas avant 25 ans). Il décède le 27 octobre 1761 à Toulouse, trois ans après avoir cédé ses locaux toulousains à un autre futur grand organier du sud-ouest Jean-Baptiste Micot père.

## Jean-François Picard L'Épine
Jean-François Picard L'Épine est né le 19 juillet 1732, à Toulouse.
Premier fils de François Picard de Lespine, il travaille avec lui dès 1747 au relevage de l'orgue de la cathédrale Sainte-Cécile d'Albi construit par Christophe Moucherel en 1736, ainsi qu'à la cathédrale Notre-Dame de Rodez en 1749. On le retrouve ensuite, toujours pour le compte de son père, à :
- l'abbaye cistercienne de Bonnecombe pour des réparations en 1749 (il a 17 ans) ;
- la cathédrale Saint-Sacerdos de Sarlat en 1750, construction complète d'un grand huit pieds, en collaboration avec André Guillain Dupont ;
- l'abbaye Notre-Dame de Bonneval, près d'Espalion, construction en 1750 ;
- Lodève, cathédrale St Fulcran, construction complète d'un grand huit pieds en 1752 ;
- la Chartreuse de Nonenque puis abbaye cistercienne de L'Éclache (Auvergne) 1753 ;
- la cathédrale Notre-Dame-de-l'Assomption de Clermont-Ferrand, construction d'un grand huit pieds dans un buffet ancien, avec l'aide, là encore, d'André Guillain Dupont (réception par Dom Bédos le 19 juin).

C'est lors de la construction de l'orgue de la cathédrale de Clermont que Jean-François, déléguant le chantier à André Guillain Dupont, fait, en 1753 un voyage de perfectionnement, d'abord à Paris où il rencontre très probablement, entre autres facteurs, Louis-Alexandre Clicquot en train d'édifier l'orgue de l'église Saint-Roch de Paris (dont l'orgue de la collégiale Saint-Jean de Pézenas est le frère jumeau) ; puis en Suisse où il visite l'instrument d'André Silbermann à Bâle et enfin en Allemagne. À son retour il tentera, apparemment sans succès, d'établir une relation épistolaire avec Jean-André Silbermann.
Quittant son père, il s'installe en 1754 à Pézenas (Hérault) où il construit son chef-d'œuvre de maîtrise pour la collégiale Sain-Jean de 1757 à 1759, date à laquelle il s'y marie avec Gabrielle Panier, fille d'un riche marchand drapier. De là, il rayonnera dans tout le Languedoc et ses environs :
- abbaye de Boulbonne de 1754 à 1756 pour le relevage complet et l'amélioration de l'orgue construit par Christophe Moucherel en 1742, sur un devis de l'organiste Jean-Charles Desforats, ami de la famille, transféré à la Révolution à Cintegabelle ;
- en 1755 à Toulouse, pour les restaurations à la cathédrale Saint-Étienne (PHOTO) et au Couvent des Augustins (orgue disparu) aujourd'hui transformé en musée ;
- en 1756: Saint-Lizier, restaurations à la cathédrale du Couserans et à la concathédrale Notre-Dame de la Sède ;
- la cathédrale Notre-Dame de Saint-Bertrand-de-Comminges, réparations 1760 ;
- à Aniane, à l'abbaye Saint-Sauveur 1761 ;
- à l'abbaye de Saint-Papoul près de Castelnaudary en 1761 (restauration quasi reconstructive) et 1762 (ajout Positif & Pédale de quatre jeux) ;
- à la cathédrale Saint-Étienne d'Agde, réparations de 1763 à 1764 ;
- à l'abbaye cistercienne de Grand-Selve, réparations 1765 ;
- à la cathédrale Saint-Just-et-Saint-Pasteur de Narbonne de 1766 à 1771 pour restaurer, et parfaire là encore, le monumental instrument de Moucherel : la contestation de ce travail important par l'organiste titulaire Jean-Henri Labadie (probablement vexé par le refus de son projet et de son organier de prédilection Rabiny[6]) dans un mémoire publié, nécessita l'expertise de Dom Bédos pour rétablir la réputation du fils comme il l'avait déjà fait pour le père ;
- à Saint-Paul à Auterive en 1767, construction (restauration Armand 1978) ;
- à Limoux Saint-Martin, reconstruction de 1767 à 1772 ;
- à Verdun-sur-Garonne Saint-Michel, reconstruction de 1767 à 1769 (restauration Leclère 1981-1982) ;
- à la cathédrale Saint-Pierre de Montpellier, construction d'un seize pieds entièrement neuf en 1778, le chef-d'œuvre de sa maturité.

Fin 1782, son dernier grand chantier semble être la reconstruction dans le superbe buffet de Charles Boisselin de l'orgue de la cathédrale Saint-Jean-Baptiste d'Alès et, mis à part quelques travaux d'entretiens sur des instruments voisins de Pézenas (réparations à la cathédrale d'Agde en 1783 notamment), il met un terme à son activité de constructeur d'orgues pour se consacrer principalement au négoce de draps de Claude Panier, son beau-père, qu'il avait repris dès 1771 (il est depuis 1781 représentant de la corporation des marchands-tailleurs de Pézenas).
En 1795 il est élu président du conseil municipal de Pézenas et y décède le 30 juillet 1817, la même année que son épouse.
Jean-François L'Épine fut un des plus grands facteurs méridionaux du XVIIIe siècle, et selon Dom Bédos, dans une lettre adressée le 6 mai 1771 à Adrien L'Épine, inquiet de la cabale montée contre son frère par le sieur Labadie : «En un mot tout ce que j'ai vu (de lui) m'a donné la plus grande idée de l'habileté de votre frère, que je regarde comme un des plus savants et des plus grands facteurs que je connaisse et dont j'ai entendu parler. C'est un témoignage que je lui dois.»

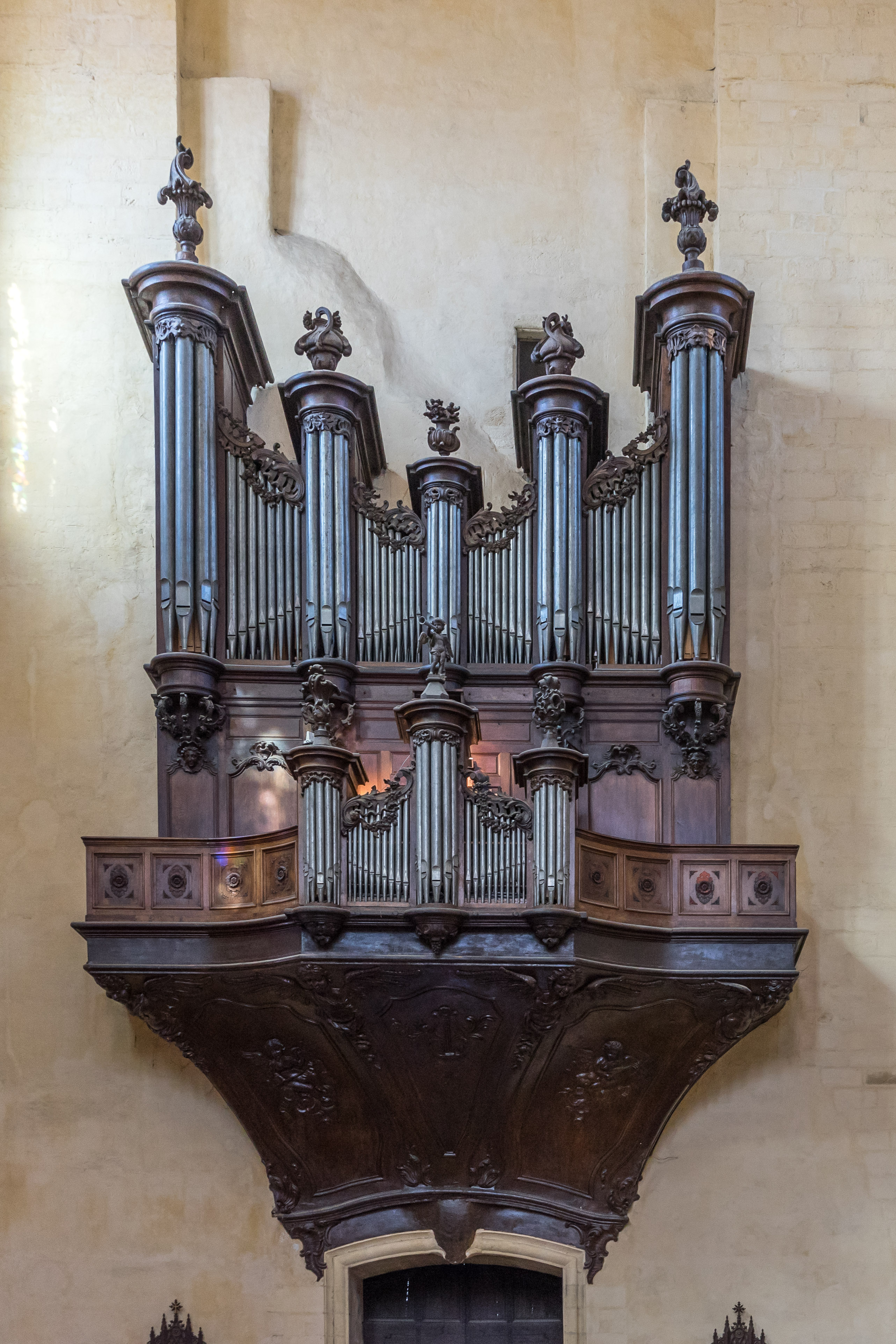
Sarlat, ancienne cathédrale 1752
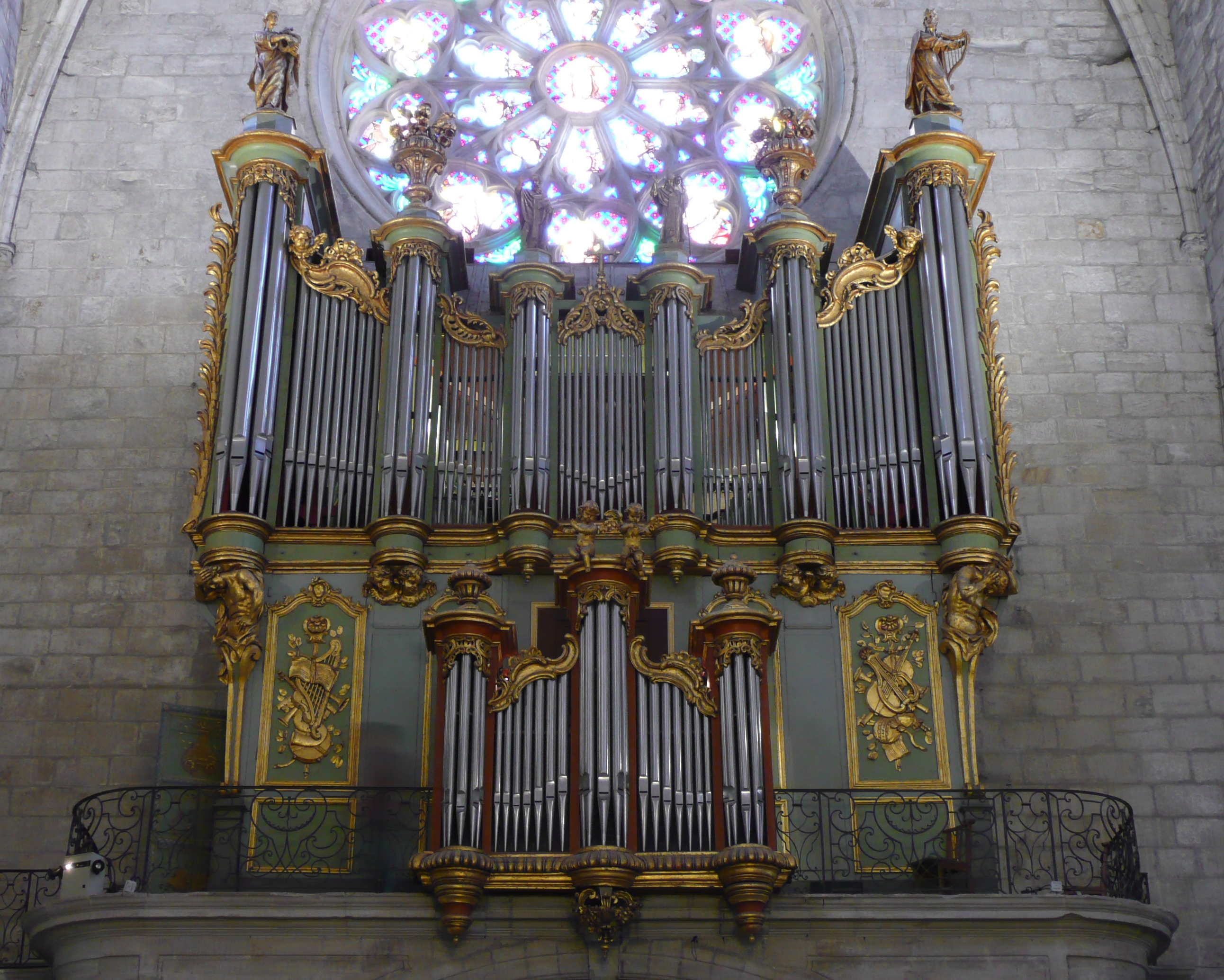
Lodève, cathédrale St Fulcran 1754
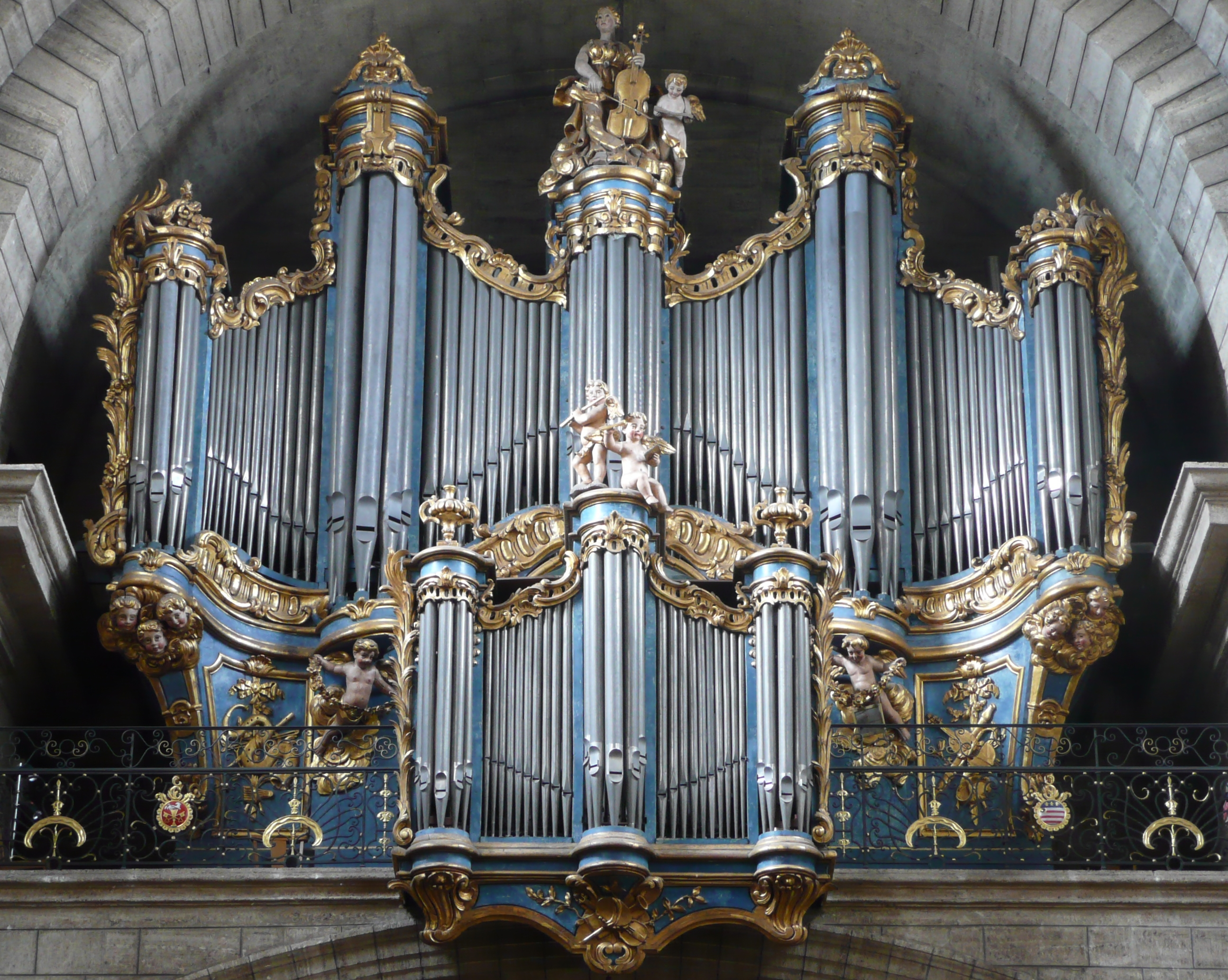
Pézenas, collégiale St Jean 1758
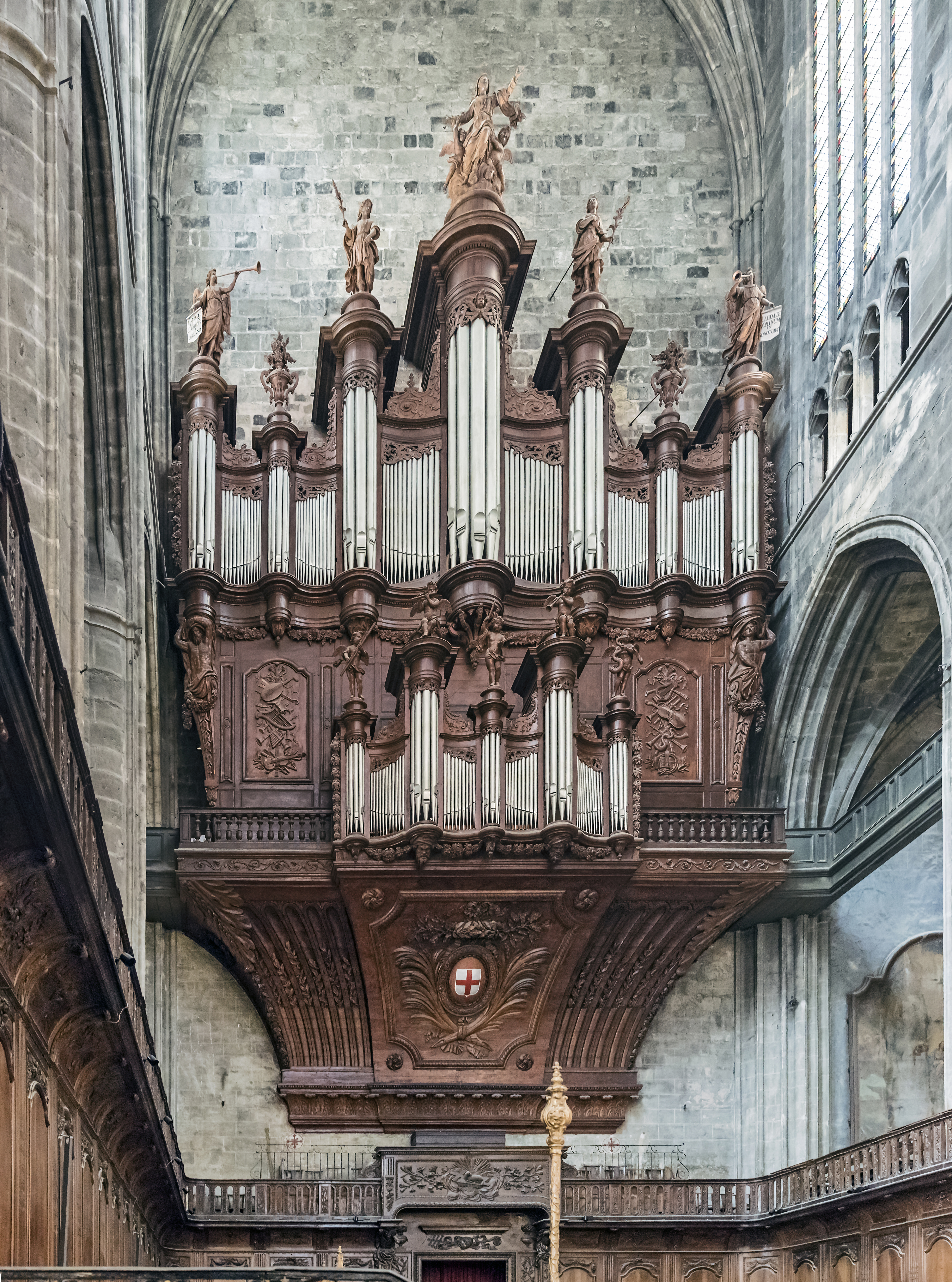
Cathédrale Saint-Just de Narbonne 1759
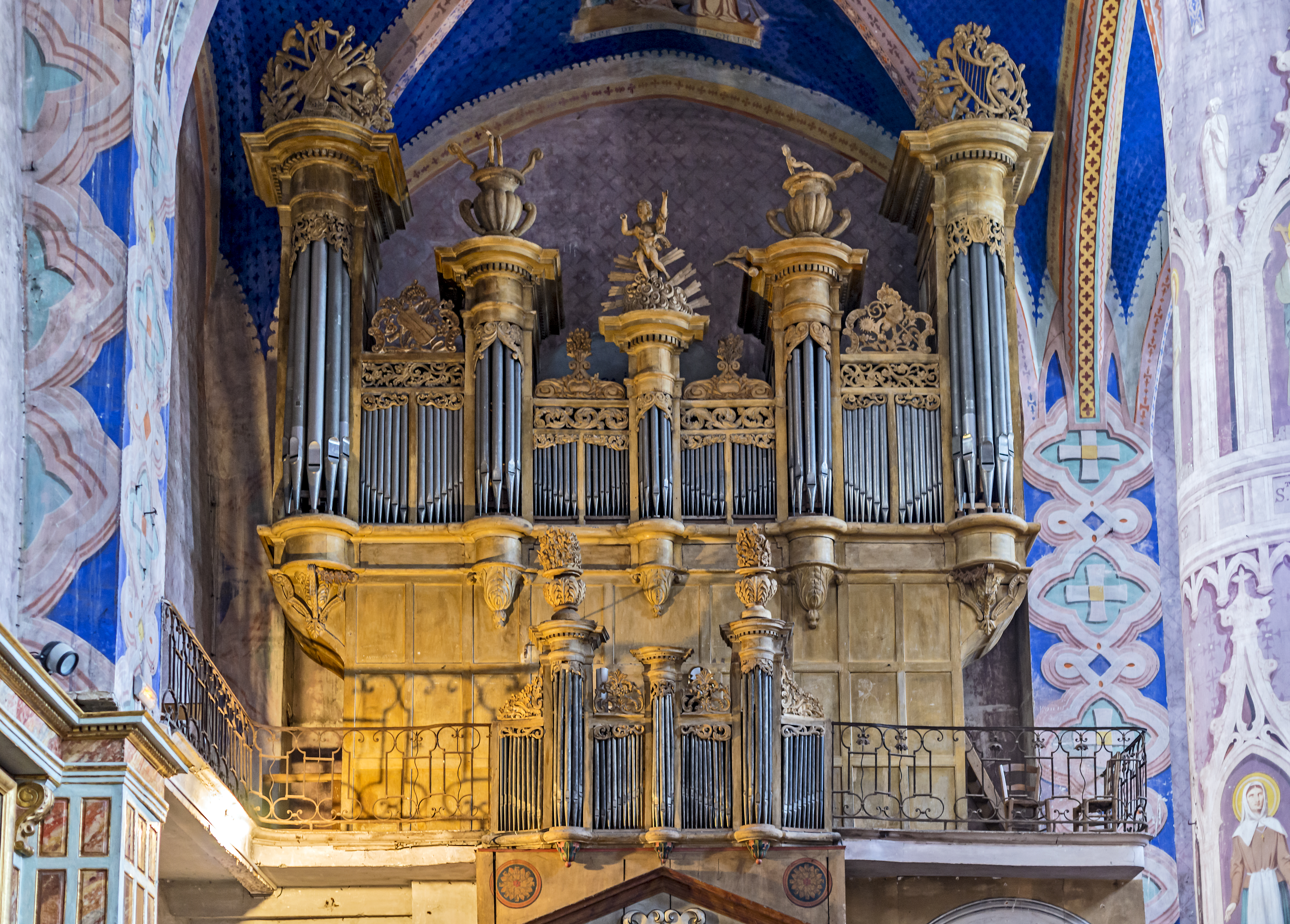
Verdun-sur-Garonne 1767
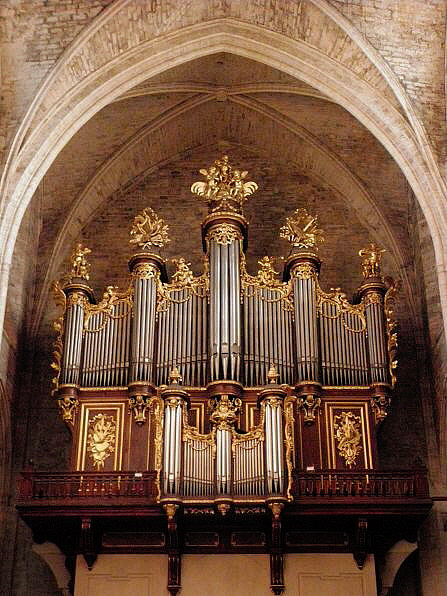
Montpellier, cathédrale St Pierre 1778

## Adrien Picard L'Épine

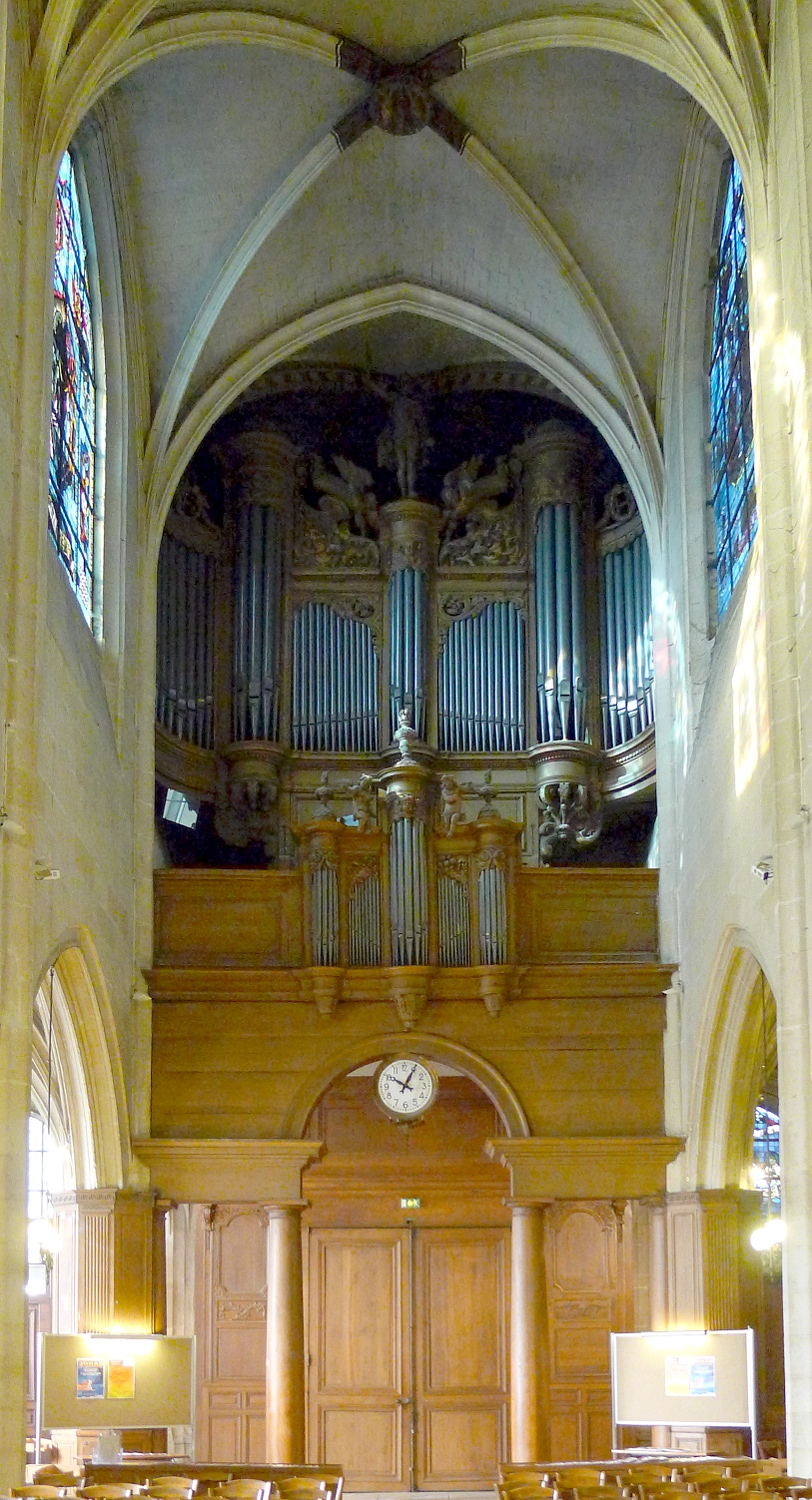
Paris, Saint-Médard.

Adrien Picard L'Épine est né à Toulouse le 15 juillet 1735. Il est le second fils de François Picard de Lespine.
Il arrive à Paris en 1758 et épouse en 1768 Marie-Catherine Clicquot, sœur du célèbre François-Henri Clicquot, et travaille à Paris et ses environs.
Il ne connaît pas la carrière éblouissante de son aîné mais, cependant, restaure en 1767 l'orgue de la cathédrale Saint-Étienne d'Auxerre (disparu) ainsi que celui de Nogent-sur-Seine auquel il ajoute un positif dorsal (aidé de Joseph Isnard venu se perfectionner chez lui) ; travaille à la chapelle Saint-Louis de l'École militaire à Paris en 1772, à Brie-Comte-Robert en 1773, à la Chapelle-près-Saint-Denis en 1777, et à l'église Saint-Médard de Paris en 1778. En 1777-1778 il construit l'orgue de l'église Sainte-Marie-Madeleine de Montargis.
Il meurt vers 1780[réf. nécessaire].